# Політучий Сергій Якович
Сергій Якович Політучий (нар. 14 березня 1954 року, м. Аткарськ, Саратовської області, СРСР) —  український бізнесмен, меценат, власник, засновник і президент Групи компаній «Фактор» (до неї входить Vivat) , кандидат економічних наук, Заслужений економіст України, Почесний консул Франції в Харківській, Сумській і Полтавській областях.

## Біографія
Народився 14 березня 1954 року в місті Аткарськ Саратовської області (СРСР). У 1980 році з відзнакою закінчив будівельний факультет Саратовського політехнічного інституту, був направлений на роботу в ПАТ «Харківгаз», а в 1981 — переведений в обласне управління житлово-комунального господарства на посаду начальника відділу праці та заробітної плати. У 1989 році без відриву від виробництва закінчив аспірантуру при Московському інституті управління за спеціальністю «Економіка, організація та управління в житлово-комунальному господарстві», здобув науковий ступінь Кандидат економічних наук.
У 1991 році Сергій Політучий заснував та очолив Науково-виробниче підприємство «Фактор», з якого розпочався розвиток Групи компаній «Фактор», до складу якої входять 5 підприємств, серед яких поліграфічний комплекс «Фактор-Друк» , видавництво художньої літератури Vivat, медіакомпанія Factor Media, а також аудиторська фірма «Фактор-Аудит» та мережа магазинів товарів для розвитку Rozum. ГК «Фактор» є членом ЄБА.
У 2002 — 2006 роках був депутатом Харківської міськради та очолював постійну комісію з питань планування, бюджету і фінансів.
З 2004 по 2006 рік обіймав посаду першого заступника міського голови, був радником голови Харківської облдержадміністрації з соціально-економічних питань. 
З 2008 року і до сьогодні — за сумісництвом завідувач філії кафедри фінансово-економічної безпеки, обліку та аудиту Харківського національного університету міського господарства ім. О. М. Бекетова. 
У 2016 році Сергій Політучий був призначений Почесним консулом Французької Республіки в Харківській, Сумській та Полтавській областях.

## Благодійна та суспільна діяльність
У квітні 2014 року Сергій Політучий виступив співзасновником благодійного фонду «Мир і порядок».
У 2015 році увійшов до складу засновників Благодійного фонду соціального розвитку Харківської області, став Головою Наглядової ради фонду. Під час його роботи вдалося запустити низку важливих проектів, покликаних підвищити якість життя в сільській місцевості, вирішити найактуальніші проблеми збереження здоров'я жителів глибинки і створення робочих місць у селах. У 2017 році Фонд став одним із переможців конкурсу «Благодійна Харківщина», що проводиться з 2012 року Асоціацією благодійників України.
У 2016 році Сергій Політучий виступив співзасновником Благодійної організації «Благодійний фонд громади Харкова «ТОЛОКА», обіймає посаду Голови Наглядової ради фонду. Фонд опікується розвитком культури, підтримує культурні проєкти та є організатором міжнародного музичного фестивалю Kharkiv Music Fest. Задля розвитку фестивалю як культурного бренду Харкова Сергій Політучий доклав чимало особистих зусиль, ставши у 2017 році його президентом, а у 2020 році очоливши Опікунську раду фестивалю. Фестиваль отримав відзнаку EFFE Label 2019-2020 (Європейської асоціації фестивалів EFA). 
Серед культурних проєктів, також підтриманих фондом «ТОЛОКА», — всеукраїнський фестиваль вертепів «Вертеп-Фест», театральний фестиваль «Платформа 77», проєкт «Шляхетний генофонд України», Відкритий фестиваль традиційної народної культури «Крокове коло», фестиваль «Дзеркальний струмінь».
Сергій Політучий є членом координаційної ради Харківського офісу Європейської Бізнес Асоціації, членом громадської організації «Ротарі-клуб Харків-Сіті», членом правління ГО «Разом».

## Нагороди
У 2008 році Указом Президента України Сергій Політучий отримав почесне звання «Заслужений економіст України».
За внесок у розвиток підприємницької діяльності нагороджений відзнакою Українського національного комітету Міжнародної Торгової Палати «Скіфська пектораль». У 2013 році нагороджений вищою нагородою Торгово-промислової палати України — «Золотий знак Меркурій» за вагомий внесок у розширення зовнішньо-економічних зв'язків та забезпечення випуску конкурентоспроможної продукції.
У 2019 році Сергій Політучий отримав від Посольства Франції в Україні медаль за внесок у розвиток культури і мистецтва. 
У 2023 році йому був вручений Орден «За заслуги» (Франція).
Увійшов до ТОП-30 найвпливовіших людей Харкова.

## Родина
Одружений, має двох дітей.   

## Хобі
Пілотування (має ліцензію пілота літака), дайвінг, віндсерфінг, гірські лижі.